# Oh Father
"Oh Father" là một bài hát của ca sĩ người Mỹ Madonna nằm trong album phòng thu thứ tư của cô, Like a Prayer (1989). Nó được phát hành như là đĩa đơn thứ 3 trích từ album vào ngày 24 tháng 10 năm 1989 bởi Sire Records. Đĩa đơn không phát hành tại thị trường châu Âu cho đến ngày 24 tháng 12 năm 1995 trong tuyển tập ballad Something to Remember (1995). Được sáng tác và sản xuất bởi Madonna và Patrick Leonard, "Oh Father" nói lên mối quan hệ giữa nữ ca sĩ với cha của cô, Tony Ciccone, vốn trở nên xấu đi sau khi mẹ của Madonna ra đi năm 1963 và cuộc tái hôn của ông hai năm sau đó. Trong quá trình thực hiện album Like a Prayer, Madonna phải trải qua những trạng thái tồi tệ, xuất phát từ những vấn đề cá nhân, điều này phản ánh qua việc sáng tác "Oh Father".
Sau khi phát hành, bản pop ballad này nhận được những đánh giá tích cực từ các nhà phê bình âm nhạc, nhưng thành tích thương mại của nó lại không thành công bằng những đĩa đơn trước của Madonna. Tại hầu hết các bảng xếp hạng, bài hát không thể vươn đến top 10, ngoại trừ ở Phần Lan và Ý. "Oh Father" cũng chấm dứt kỷ lục 16 đĩa đơn liên tiếp lọt vào top 5 của Madonna trên Billboard Hot 100. Bài hát được thể hiện một lần duy nhất trong chuyến lưu diễn Blond Ambition World Tour (1990).

## Danh sách bài hát
- Đĩa CD[1]

1. "Oh Father" (chỉnh sửa) – 4:20
2. "Pray for Spanish Eyes" – 5:15
3. "Oh Father" (album) – 4:58

- Đĩa đơn 7" / Cassette[2]

1. "Oh Father" (chỉnh sửa) – 4:20
2. "Pray for Spanish Eyes" – 5:15

- Đĩa đơn cassette tại Vương quốc Anh (1995)[3]

1. "Oh Father" (album) – 4:58
2. "Live to Tell" (trực tiếp từ Ciao Italia) – 6:22

- Đĩa CD tại Vương quốc Anh (1995)[4]

1. "Oh Father" (album) – 4:58
2. "Live to Tell" (trực tiếp từ Ciao Italia) – 6:22
3. "Why's It So Hard" (trực tiếp từ The Girlie Show) – 5:12

## Xếp hạng
| Bảng xếp hạng (1989)                 | Vị trí cao nhất |
| ------------------------------------ | --------------- |
| Australian ARIA Singles Chart        | 59              |
| Canadian RPM Singles Chart           | 14              |
| French Singles Chart                 | 26              |
| Japanese International Singles Chart | 12              |
| US Billboard Hot 100                 | 20              |

| Bảng xếp hạng (1996)      | Vị trí cao nhất |
| ------------------------- | --------------- |
| Eurochart Hot 100 Singles | 62              |
| Finnish Singles Chart     | 6               |
| Irish Singles Chart       | 25              |
| Italian Singles Chart     | 6               |
| UK Singles Chart          | 16              |